# ドロペリドール
ドロペリドール（Droperidol）日本では麻酔薬として用いられる医薬品で、制吐薬または抗精神病薬としての作用も有する。集中治療中に神経遮断麻酔効果により鎮痛・鎮静効果を得ることができる。商品名はドロレプタン。

## 効能・効果
1. フェンタニルとの併用による、全身麻酔ならびに局所麻酔補助
2. 単独投与による麻酔前投薬

フェンタニルとの合剤、商品名「タラモナール」も市販されていたが、2021年3月末に販売終了。

## 開発の経緯
ブチロフェノン系のドロペリドールは1963年に合成され、ドーパミン拮抗作用（D2受容体）、ヒスタミン拮抗作用、セロトニン拮抗作用が確認された。成人に対して0.625mgの低用量で中枢性制吐効果および術後嘔気嘔吐予防効果を示した。以前は精神病患者が重症の興奮状態にあり経口投与ができない時に、5〜10mgの筋肉内注射が用いられたが、ハロペリドール、ミダゾラム、クロナゼパム、オランザピンの筋肉内注射に取って代わられた。眩暈を訴える高齢者で他に疾患がない場合、エプリー法が無効である時に0.5〜1mgの静脈内注射が用いられる場合がある。

## 禁忌
過敏症の既往、痙攣発作の既往、重篤な心疾患、QT延長症候群 を有する患者に禁忌であるほか、外来患者（麻酔前後の管理が行き届かない）、2歳以下の患児（安全性が確立していない）に禁忌である。

### 黒枠警告
2001年、米国FDAはドロペリドール注射剤の添付文書に黒枠警告を作成し、QT延長症候群とトルサード・ド・ポアントについて記載するよう求めた。これは過去30年に報告されたトルサード・ド・ポアント発現例9例（いずれも5mgを超える量を投与された）が根拠になっているが、係争中であり、QT延長は用量依存的であるので、低用量では明らかなリスクではないと思われる。

## 妊産婦への投与
治療上の有益性が危険性を上回ると判断される場合にのみ投与

## 副作用
添付文書に記載されている重大な副作用は、血圧降下、不整脈、期外収縮、QT延長、心室頻拍、心停止、ショック、間代性痙攣、悪性症候群である。血圧低下はアドレナリンα1受容体拮抗作用による。またジストニアや悪性症候群等の錐体外路症状も発現し得る（1%未満）。

## 合成方法
ドロペリドールの合成は1-ベンジル-3-カルボエトキシピペリジン-4-オンとo-フェニレンジアミンを縮合させる処から始まる。1,5-ベンズジアゼピン存在下、最初の生成物は転移して1-(1-ベンジル-1,2,3,6-テトラヒドロ-4-ピリジル)-2-ベンズイミダゾロンになる。パラジウム触媒を用いて水素でベンジル基を除去し、4-クロロ-4'-フルオロブチロフェノンでアルキル化するとドロペリドールが得られる。
- C. Janssen, NV Res. Lab., GB 989755 (1962).
- Janssen, P. A. J.; 1963, Belgian Patent BE 626307.
- F.J. Gardocki, J. Janssen, アメリカ合衆国特許第 3,141,823号 (1964).
- P.A.J. Janssen, アメリカ合衆国特許第 3,161,645号 (1964).

## さらなる文献
- Scuderi PE: Droperidol: Many questions, few answers. Anesthesiology 2003; 98: 289-90
- Lischke V, Behne M, Doelken P, Schledt U, Probst S, Vettermann J. Droperidol causes a dose-dependent prolongation of the QT interval. Department of Anesthesiology and Resuscitation, Johann Wolfgang Goethe-University Clinics, Frankfurt am Main, Germany.
- Emergency Medicine Magazine : http://www.emedmag.com/html/pre/tri/1005.asp